# Sam Houston
Samuel "Sam" Houston (2. marec 1793 – 26. julij 1863) je bil ameriški državnik, politik in vojak. Najbolj je znan po svoji vodilni vlogi pri vključitvi Teksasa v Združene države Amerike. Po njem sta poimenovana Houston v Teksasu in Državna univerza Sam Houston.
Houston se je rodil 2. marca 1793 v okrožju Rockbridge v Virginiji. Bil je irsko-škotskega porekla. Bil je izvoljeni guverner Tennesseeja Houston je bil poročen z Elizo Allen od leta 1829 do njune ločitve leta 1837. Nato je bil poročen z Diano Rogers Gentry do njune ločitve. Nato je bil poročen z Margaret Moffette Lee od leta 1840 do svoje smrti leta 1863. Imel je sedem otrok.
Kmalu zatem se je preselil v Coahuilo y Tejas, takrat mehiško državo in postal vodja teksaške revolucije in zmagovalec v odločilni bitki pri San Jacintu. Sam Houston je podpiral priključitev k Združenim državam. Bil je izvoljen za prdsednika Republike Teksas Ko je leta 1859 prevzel guvernerski položaj v Teksasu, je Houston postal edina oseba, ki je bila guverner dveh različnih zveznih držav ZDA z neposrednimi, splošnimi volitvami, pa tudi edini državni guverner, ki je bil tuji vodja države.
Houston je umrl 26. julija 1863 v Huntsvilleu v Teksasu zaradi pljučnice, star 70 let.